# Wasilsursk
Wasilsursk (ros. Васильсурск) – osiedle typu miejskiego nad Surą, w pobliżu jej ujścia do Wołgi, w obwodzie niżnonowogrodzkim w Rosji. Populacja w roku 2002: 1 329 osób.
W miejscu dzisiejszego Wasilisurska znajdował się wcześniej drewniany fort maryjskiego plemienia Kuruk, nazywany Cepel. Zdobyty przez Rosjan po krwawej bitwie w roku 1523, służył jako baza wypadowa podczas wojen rosyjsko-kazańskich.

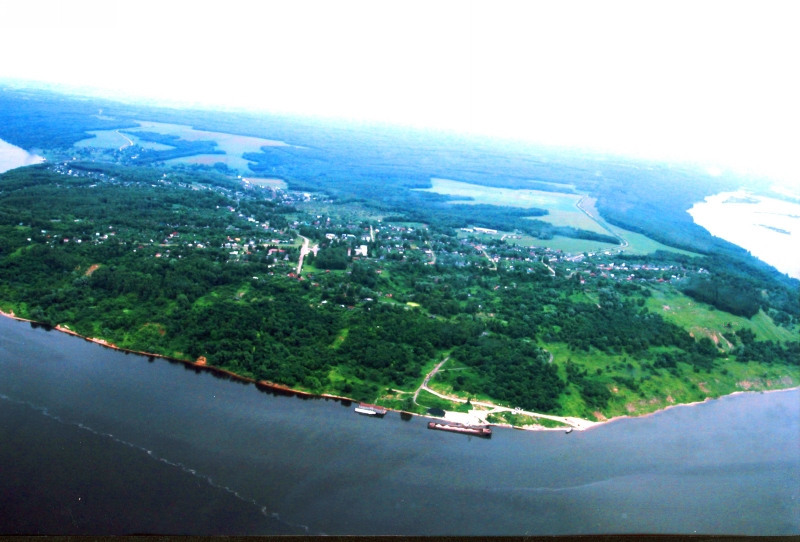
Wasilisursk z lotu ptaka